# Marko Arnautović
Marko Arnautović (ur. 19 kwietnia 1989 w Wiedniu) – austriacki piłkarz pochodzenia serbskiego występujący na pozycji napastnika, reprezentant Austrii.

## Kariera klubowa
Arnautović urodził się we Floridsdorf w północnej części Wiednia. Jako junior grał w wiedeńskich klubach Floridsdorfer AC, Austria Wiedeń, First Vienna FC 1894 oraz Rapid Wiedeń. W 2006 roku podpisał kontrakt z holenderskim FC Twente. W Eredivisie zadebiutował 14 kwietnia 2007 w przegranym 0-2 meczu z PSV Eindhoven. W sezonie 2006/2007 w lidze zagrał dwa razy, a w tabeli zajął z klubem piąte miejsce. W sezonie 2007/2008 występował z Twente w Pucharze UEFA. W następnym sezonie ponownie grał z nim w tych rozgrywkach. Od początku sezonu 2008/2009 stał się podstawowym graczem Twente. 18 października 2008 w wygranym 2-0 meczu z Heraclesem Almelo strzelił pierwszego gola w trakcie gry w lidze holenderskiej. W 2009 wywalczył z klubem wicemistrzostwo Holandii. Na początku sierpnia 2009 został wypożyczony na pół roku do Interu Mediolan z możliwością przedłużenia o dalsze pół roku. W Interze zagrał łącznie trzy spotkania, w każdym wychodząc z ławki rezerwowych. Po roku wrócił do Twente. Od sezonu 2010/2011 będzie reprezentować barwy Werderu Brema. Kwota transakcji między drużynami wyniosła 8 mln euro.
W sierpniu 2013 podpisał czteroletni kontrakt z Stoke City. Angielski klub zapłacił za niego ok. 2,3 mln euro.
22 lipca 2017 podpisał pięcioletni kontrakt z West Ham United, które zapłaciło za piłkarza 20 mln funtów.
7 lipca 2019 przeszedł do chińskiego klubu Shanghai SIPG, który był zainteresowany Austriakiem już w styczniu. Kwota transferu wyniosła 22,4 mln funtów.
1 sierpnia 2021 został ogłoszony nowym zawodnikiem Bologny.
16 sierpnia 2023 Inter Mediolan poinformował, że wypożyczył Arnautovicia, z opcją wykupu za 8 milionów euro i 2 miliony euro bonusów. Pierwszą bramkę dla Interu strzelił 29 listopada w zremisowanym 3:3 meczu Ligi Mistrzów UEFA z Benficą. Ustanowił tym samym rekord rozgrywek w najdłużej przerwie pomiędzy zdobytymi bramkami, ponieważ na kolejnego gola czekał 4740 dni.

## Kariera reprezentacyjna
Arnautović grał w młodzieżowych reprezentacjach Austrii. W dorosłej kadrze zadebiutował 11 października 2008 w zremisowanym 1-1 meczu eliminacji Mistrzostw Świata 2010 z Wyspami Owczymi. Wszedł wówczas na boisko w 81. minucie meczu, zmieniając Marca Janko.

## Statystyki kariery

### Klubowe
(aktualne na dzień 15 maja 2022)
| Klub               | Sezon              | Liga                 | Liga  | Liga   | Puchar kraju | Puchar kraju | Europa | Europa | Inne  | Inne   | Łącznie | Łącznie |
| Klub               | Sezon              | Liga                 | Mecze | Bramki | Mecze        | Bramki       | Mecze  | Bramki | Mecze | Bramki | Mecze   | Bramki  |
| ------------------ | ------------------ | -------------------- | ----- | ------ | ------------ | ------------ | ------ | ------ | ----- | ------ | ------- | ------- |
| Shanghai Port      | 2019               | Chinese Super League | 11    | 9      | 2            | 0            | 2      | 0      | —     | —      | 15      | 9       |
| Shanghai Port      | 2020               | Chinese Super League | 18    | 7      | 1            | 0            | 1      | 1      | —     | —      | 20      | 8       |
| Shanghai Port      | 2021               | Chinese Super League | 4     | 3      | 0            | 0            | 0      | 0      | —     | —      | 4       | 3       |
| Shanghai Port      | Ogólnie            | Ogólnie              | 33    | 19     | 3            | 0            | 3      | 1      | —     | —      | 39      | 20      |
| Bologna            | 2021/22            | Serie A              | 33    | 14     | 1            | 1            | —      | —      | —     | —      | 34      | 15      |
| Ogólnie w karierze | Ogólnie w karierze | Ogólnie w karierze   | 369   | 102    | 40           | 7            | 19     | 4      | 1     | 0      | 43      | 113     |

### Reprezentacyjne

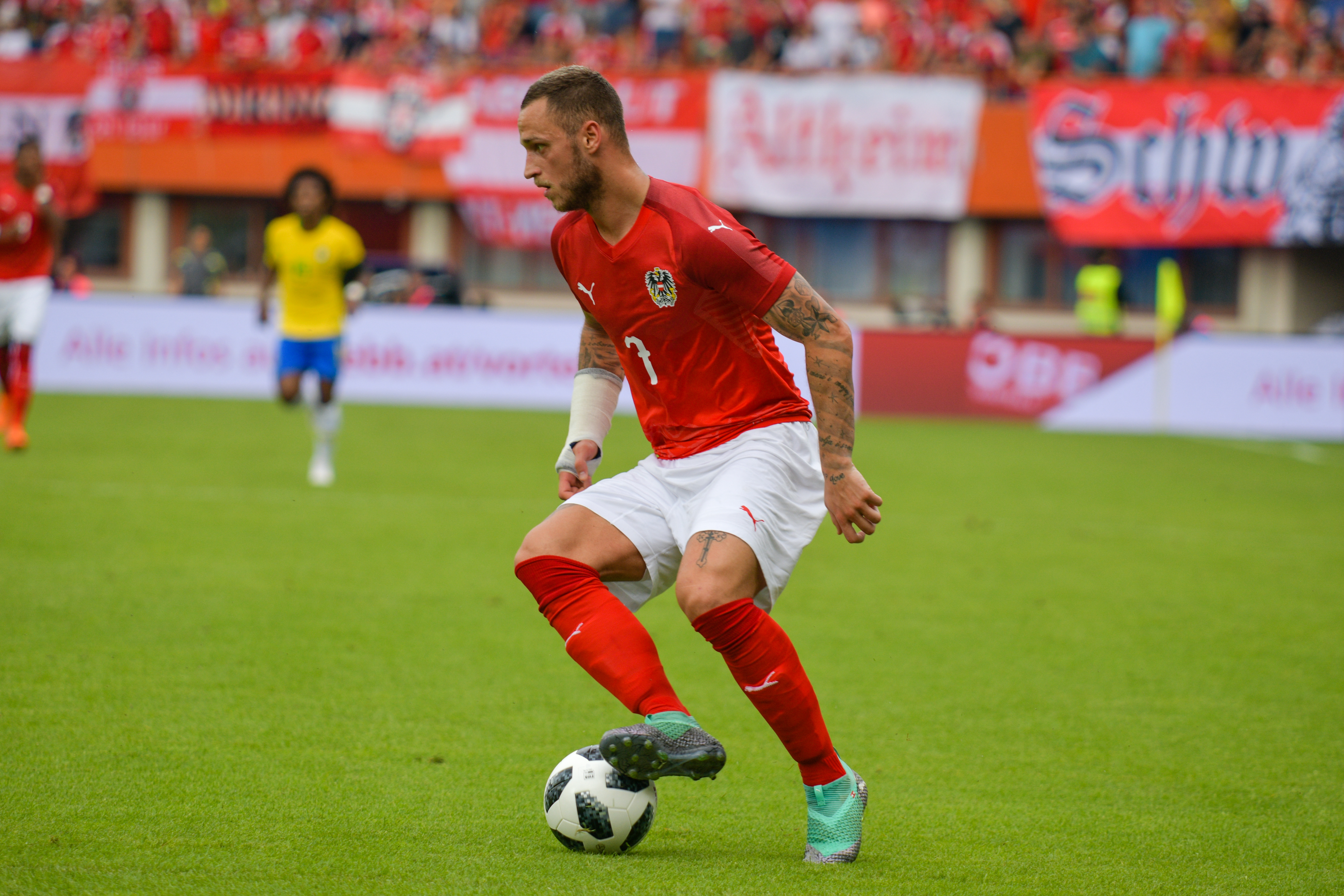
Marko Arnautović w meczu towarzyskim przeciwko Brazylii

| Reprezentacja | Kraj    | Rok     | Łącznie | Łącznie |
| Reprezentacja | Kraj    | Rok     | Mecze   | Gole    |
| ------------- | ------- | ------- | ------- | ------- |
| Austria       | Austria | 2008    | 3       | 0       |
| Austria       | Austria | 2009    | 2       | 0       |
| Austria       | Austria | 2010    | 3       | 3       |
| Austria       | Austria | 2011    | 8       | 2       |
| Austria       | Austria | 2012    | 7       | 2       |
| Austria       | Austria | 2013    | 9       | 0       |
| Austria       | Austria | 2014    | 8       | 0       |
| Austria       | Austria | 2015    | 8       | 3       |
| Austria       | Austria | 2016    | 12      | 3       |
| Austria       | Austria | 2017    | 7       | 3       |
| Austria       | Austria | 2018    | 10      | 4       |
| Austria       | Austria | 2019    | 8       | 6       |
| Austria       | Austria | 2020    | 2       | 0       |
| Austria       | Austria | 2021    | 9       | 6       |
| Austria       | Austria | 2022    | 5       | 2       |
| Ogólnie       | Ogólnie | Ogólnie | 101     | 34      |